# Tritia pellucida
Cyclope translucide
Espèce
Tritia pellucida, anciennement Cyclope pellucida, le cyclope translucide, est une espèce de mollusques gastéropodes marins de la famille des Nassariidae.

## Historique
L'espèce Tritia pellucida est décrite en 1826 par le naturaliste niçois Antoine Risso (1777-1845).

## Distribution
- Mer Méditerranée.